# Autódromo Ciudad de Viedma
El Autódromo Ciudad de Viedma es un circuito de carreras de la República Argentina, ubicado en las afueras de la ciudad de Viedma, capital de la provincia de Río Negro. Fue inaugurado el día 25 de abril de 2004 y su administración está a cargo de la Cámara Automoto Club del Valle Inferior del Río Negro. Sus instalaciones están emplazadas en un predio fiscal de 100 hectáreas que fue cedido en comodato por el estado municipal a la mencionada entidad rectora, el 10 de marzo de 2004, para su administración total.
El circuito posee dos tipos de trazados, los cuales permiten sobre el mismo la organización de competencias de nivel nacional, destacándose entre ellas el Turismo Carretera, Súper TC 2000 y Turismo Nacional. Al mismo tiempo, pasó a ser una plaza complementaria de importancia, teniéndose en cuenta la existencia del autódromo Parque Ciudad de General Roca, en el Alto Valle del Río Negro. El autódromo fue inaugurado con la organización de una fecha de TC 2000, que finalizó con victoria del piloto Gabriel Ponce de León, con un Ford Focus I del equipo oficial Ford Argentina.